# Charles Petty-Fitzmaurice, 9. Marquess of Lansdowne
Charles Maurice Petty-Fitzmaurice, 9. Marquess of Lansdowne LVO DL (* 21. Februar 1941), ist ein britischer Peer und Vice-Lord Lieutenant of Wiltshire. Von 1944 bis 1997 führte er den Höflichkeitstitel Earl of Shelburne.

## Jugend

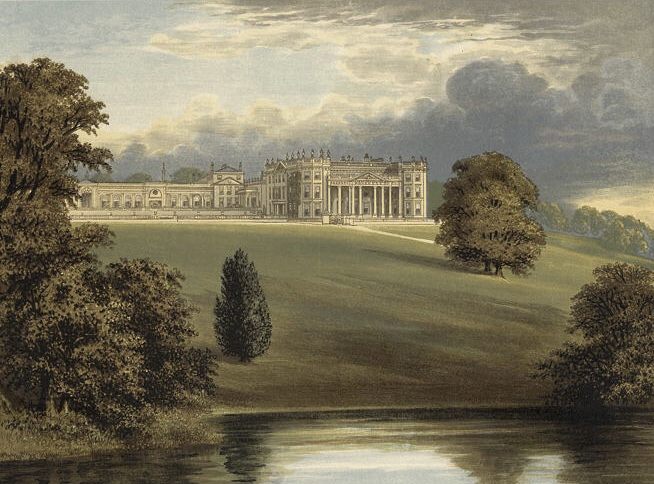
Bowood House

Er ist der Sohn von George Petty-FitzMaurice, 8. Marquess of Lansdowne, einem früheren konservativen Politiker und der Barbara, geb. Chase. Sein Vater erbte die Adelstitel und Bowood House in Wiltshire von einem Cousin, dem 7. Marquess of Lansdowne, der 1944 gefallen war. Er war 1956–1957 Ehrenpage (Page of Honour) von Königin Elisabeth II.

## Karriere
Er diente 1960–1961 im Kenya Regiment. 1962 wurde er Second Lieutenant in der Royal Wiltshire Yeomanry und 1971 wurde er mit dem Rang eines Leutnants zu den Royal Yeomanry beim Royal Armoured Corps versetzt.
Er war 1964–1973 ein Mitglied des Calne and Chippenham Rural District Council, 1965–1974 Präsident der Wiltshire Playing Fields Association, 1970–1985 Mitglied des Wiltshire County Council und 1973–76 Ratsmitglied des North Wiltshire District Council. Er war 1970–1973 Chairman des Calne and Chippenham Rural District Council und 1973–1976 des North Wiltshire District Council. 1990 wurde er Deputy Lieutenant für Wiltshire. Seit 1994 dient er als Präsident des Wiltshire Historic Buildings Trust.
Bei den britischen Unterhauswahlen 1979 kandidierte er in Coventry North East für die Conservative Party. Beim Tode seines Vaters am 25. August 1997 wurde er Marquess of Lansdowne und Abgeordneter im House of Lords. 2001 wurde er Leutnant des Royal Victorian Order, kurz nachdem er im Prince’s Council der Duchy of Cornwall in den Ruhestand versetzt worden war.

## Familie
In erster Ehe heiratete er am 9. Oktober 1965 Lady Frances Helen Mary Eliot (* 6. März 1943; † 6. Januar 2004), Tochter des Nicholas Eliot, 9. Earl of St Germans, die Ehe wurde 1987 geschieden. Die beiden hatten vier Kinder:
- Lady Arabella Helen Mary Petty-Fitzmaurice, jetzt Lady Arabella Unwin (* 30. August 1966), verheiratet mit Rupert Unwin, drei Kinder.
- Lady Rachel Barbara Violet Petty-Fitzmaurice (* 30. Januar 1968), verheiratet mit James Spickernell, vier Kinder.
- Simon Petty-FitzMaurice, Earl of Kerry (* 24. November 1970), unverheiratet.
- Lord William Nicholas Charles Petty-Fitzmaurice (* 25. September 1973) verheiratet mit Rebecca Sansum (* 1982) aus Chippenham, Wiltshire,[10][11] drei Töchter:

1987 heiratete er in zweiter Ehe Fiona Mary Merritt (* 1954), Tochter des Donald Merritt und der Lady Davies, eine Innenausstatterin, die professionell unter ihrem Ehenamen Fiona Shelburne bekannt war. Die Lansdownes sind enge Freunde von König Charles III. und Königin Camilla. Im November 2022 ernannte Camilla Fiona, Marchioness of Lansdowne zu einer ihrer sechs Hofdamen (companions).